# Burkhardt Daßler
Burkhardt Daßler (* 13. Februar 1940) ist ein deutscher Judoka, Trainer und Kampfrichter.

## Leben
Burkhardt Daßler begann als Jugendlicher in der DDR mit dem Judosport. Bereits zu dieser Zeit erzielte er bei Judo-Turnieren auf Bezirks- und auf DDR-Ebene erste Erfolge. Im Jahr 1961 legte Daßler in Leipzig bei Horst Wolf die Prüfung zum 1. Dan ab.
Ab Ende der 1960er-Jahre war Burkhardt Daßler als Judo-Übungsleiter und Kampfrichter tätig. Aufbauarbeit leistete er insbesondere für den Judo-Sport an den Technischen Hochschulen Ilmenau und Karl-Marx-Stadt. Ferner war Daßler Mitglied und Vorsitzender in Dan-Prüfungskommissionen in Thüringen und in Sachsen. Im Jahr 1985 erhielt Burkhardt Daßler den 5. Dan für langjährige, verdienstvolle Tätigkeiten im Deutschen Judo-Verband (DJV).
Bis heute ist Burkhardt Daßler bei Judo-Turnieren aktiv; damit ist er einer der ältesten Wettkampf-Judoka in Deutschland.

## Wettkampf-Erfolge
Während  seiner Studienzeit in den 1960er-Jahren startete Burkhardt Daßler für den SC DHfK Leipzig. Seine dortigen Trainer waren Siegmund Haunschild und Hans Müller-Deck.
In dieser Zeit holte Burkhardt Daßler sich dreimal in Folge den DDR-Meistertitel im Halbmittelgewicht: 1962 in Kamenz gewann er das Finale gegen Joachim Schröder (SC Dynamo Berlin). 1963 siegte er in Berlin im Endkampf gegen Günter Wiesner (SC Dynamo Berlin). Und 1964 gewann Daßler bei den Judo-Meisterschaften in Schkeuditz das Finale gegen Lothar Körber (BSG Lok Zwickau).
Darüber hinaus gehörte Burkhardt Daßler dem Auswahlkader des Deutschen Judo-Verbandes an und nahm erfolgreich an verschiedenen Länderkämpfen der DDR-Nationalmannschaft teil. Im Jahr 1966 holte er bei den DDR-Meisterschaften in Schwerin die Bronzemedaille in der neu eingeführten Judo-Gewichtsklasse U70.
Seit den 2000er-Jahren hat Burkhardt Daßler seine aktive Judo-Laufbahn im Rahmen von Veteranen-Wettkämpfen ("Masters") fortgesetzt. Bei zahlreichen Senioren-Turnieren ist er in den Altersklassen M7 bis M11 (Gewichtsklasse bis 66 kg) gestartet. Daßler ist bereits mehrere Male Deutscher Meister, Europameister und Weltmeister im Veteranen-Judo geworden.
Als Wettkämpfer im Senioren-Judo startet Burkhardt Daßler aktuell für den ESV Lokomotive Chemnitz.